# L'Escala
L'Escala è un comune spagnolo di 10 140 abitanti situato in Catalogna, in provincia di Girona, nella comarca dell'Alt Empordà.

## Monumenti e luoghi d'interesse
Nel territorio del comune sono comprese le rovine dell'antica città greca e romana di Empúries.